# Vitbröstad svalstare
Vitbröstad svalstare (Artamus leucorynchus) är en vanlig tätting i familjen svalstarar med vid utbredning från Andamanerna till Australien.

## Kännetecken

### Utseende
Svalstarar är slanka fåglar med rätt stora, triangulära vingar som de glidflyger på ovanför trädtopparna. Vitbröstad svalstare är en typisk medlem av släktet, med en kroppslängd på 19 centimeter. Huvudet är skiffergrått och undersidan vit. I flykten syns ett brett vitt band tvärs över nedre delen av övergumpen och övre stjärttäckarna.

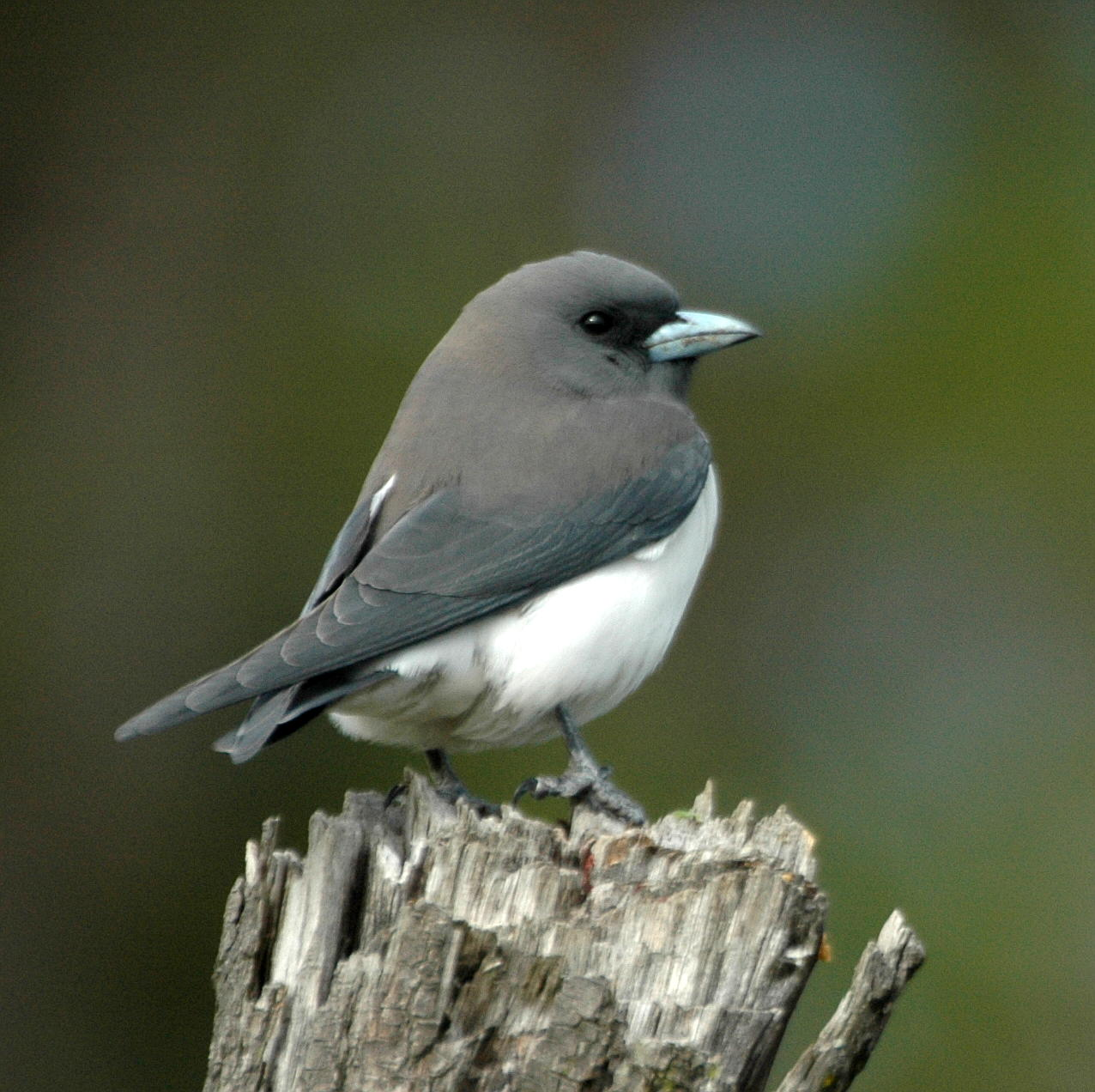

### Läten
Bland lätena hörs vassa, metalliska "pirt pirt..." eller raspiga "wek-wek-wek". Sången består av tjattrande ljud och härmningar.

## Utbredning och systematik
Vitbröstad svalstare delas in i nio underarter med följande utbredning:
- Artamus leucorynchus pelewensis – förekommer i Babeldaob (Palau)
- Artamus leucorynchus leucorynchus – förekommer i Filippinerna, Palawan, Borneo och Natunaöarna
- Artamus leucorynchus amydrus – förekommer på Sumatra, Bangka, Belitung, Kangean, Java och Bali
- Artamus leucorynchus humei – förekommer i Andamanerna och Cocosöarna (Bengaliska viken)
- Artamus leucorynchus albiventer – förekommer på Sulawesi och i Små Sundaöarna
- Artamus leucorynchus musschenbroeki – förekommer på Babar och i Tanimbaröarna (Larat, Yamdena och Kirimoen)
- Artamus leucorynchus leucopygialis – förekommer i Moluckerna, Kaiöarna, Aruöarna, på Nya Guinea, samt i norra och östra Australien
- Artamus leucorynchus melaleucus – förekommer på Nya Kaledonien, Maré och Lifou (Lojalitetsöarna)
- Artamus leucorynchus tenuis – förekommer i Vanuatu och Banks Islands

Tillfälligt har den påträffats i Japan.

## Status och hot
Arten har ett stort utbredningsområde och en stor population med stabil utveckling och tros inte vara utsatt för något substantiellt hot. Utifrån dessa kriterier kategoriserar internationella naturvårdsunionen IUCN arten som livskraftig (LC). Världspopulationen har inte uppskattats men den beskrivs som vanlig.

## Levnadssätt
Vitbröstad svalstare hittas i öppna områden med spridda träd och i odlingsbygd. Födan består av insekter som den fångar i luften genom att göra utfall från en tydlig och hög utkiksplats. Fågeln häckar mellan mars och maj i nordvästra delen av utbredningsområdet, i söder från augusti till februari. Den lägger tre vita fläckiga ägg i ett löst och grunt bo som placeras på en trädgren eller stolpe, åtminstone 3,5 meter ovan mark. Arten är övervägande stannfågel, men rör sig nomadiskt lokalt och i Australien i nord-sydlig riktning.

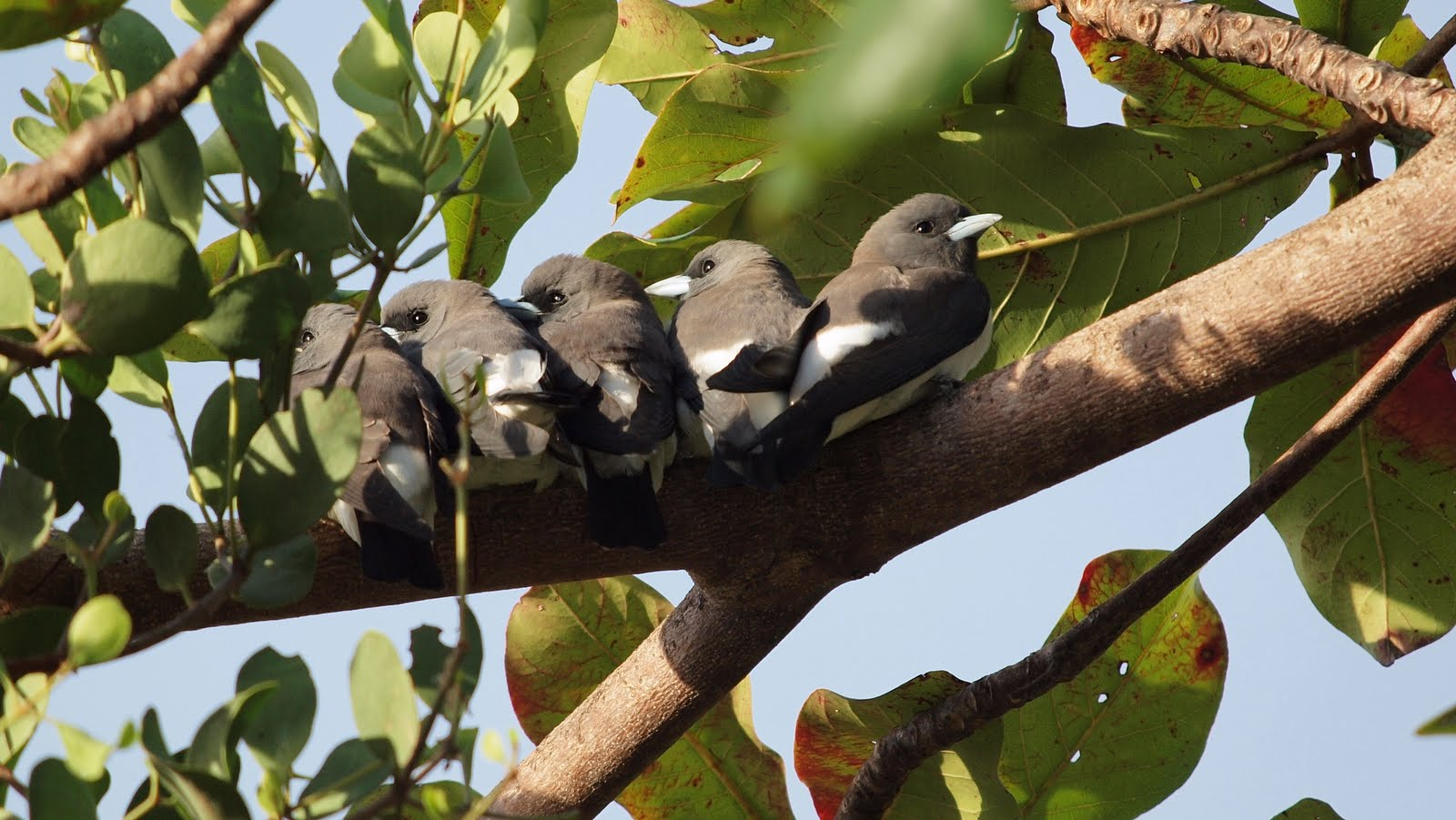
Vitbröstad svalstare är en social fågel som ofta ses sitta i grupp.

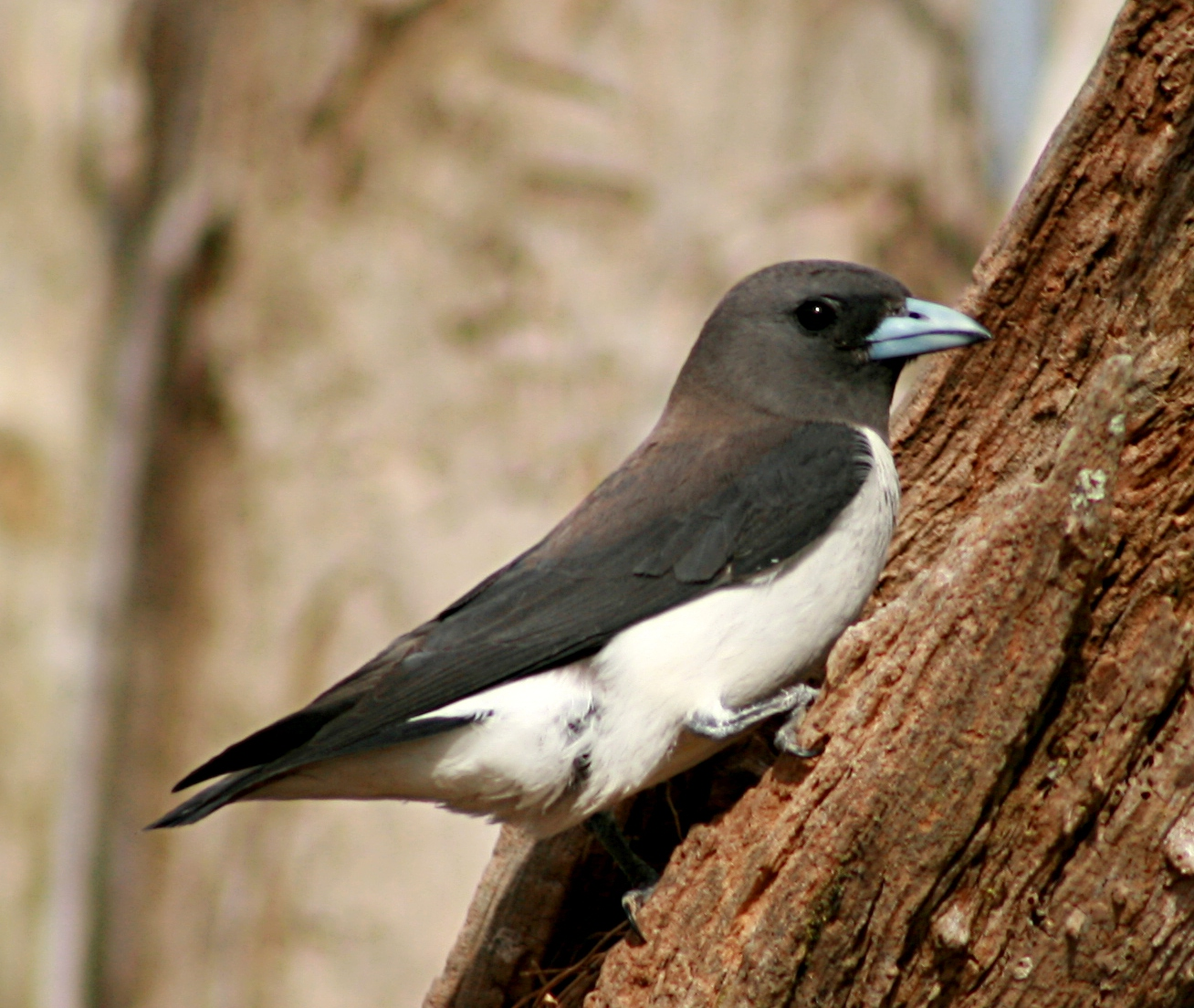
Vid bo.

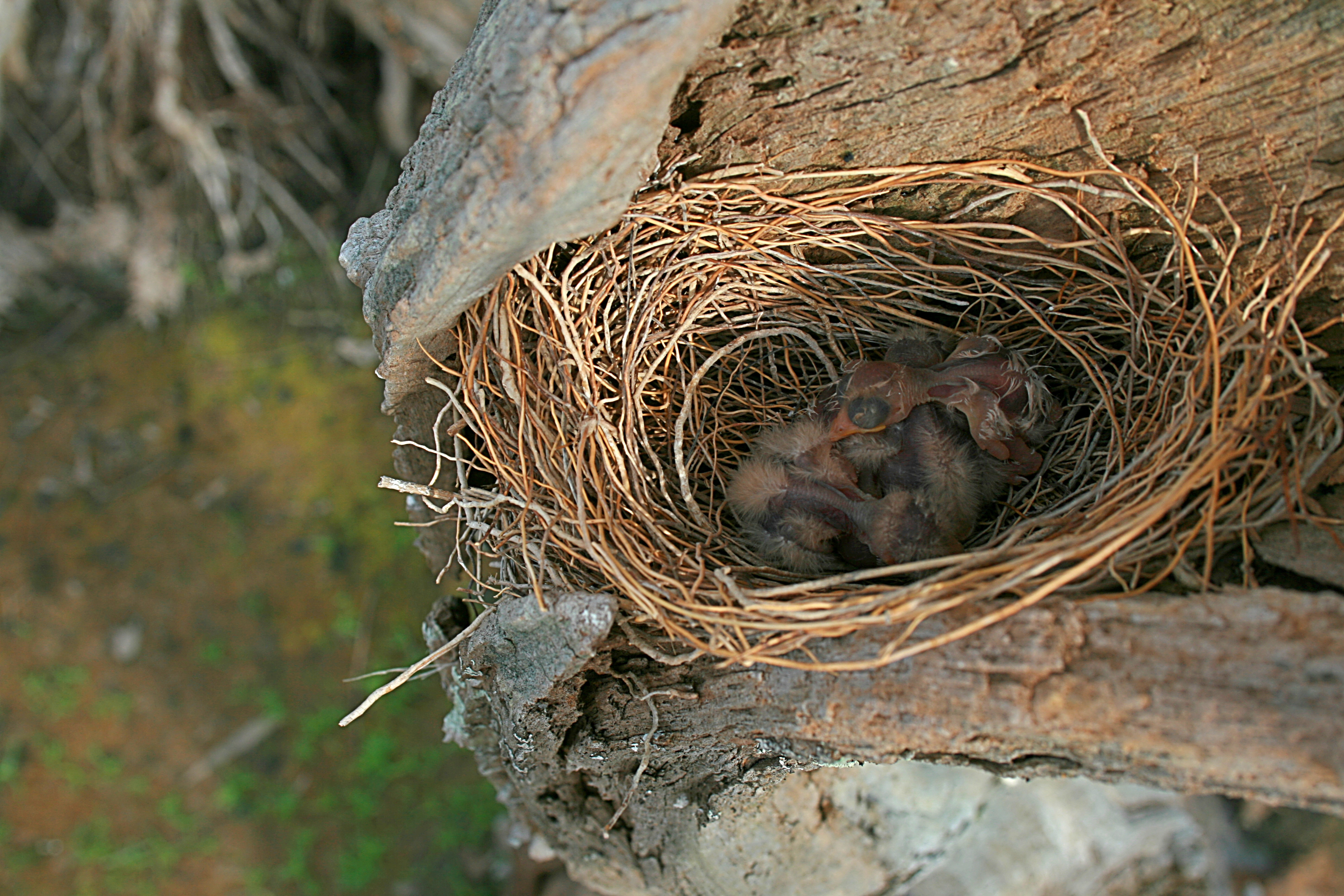
Bo med ungar.

## Taxonomi
Carl von Linné beskrev arten 1771, men som leucoryn, något som sedermera tolkats som en förkortning för leucorynchus. Flera taxonomiska auktoriteter har dock valt att använda leucoryn motiverat med att det inte finns några entydiga bevis för att det faktiskt rör sig om en förkortning.